# Марко Пјаца
Марко Пјаца (Загреб, 6. мај 1995) је хрватски фудбалер који тренутно наступа за Ријеку и репрезентацију Хрватске.
Професионалну каријеру је започео у хрватској Локомотиви Загреб 2012. године, а након тога прелази у Динамо 2014. године. Уговор са Јувентусом потписао је 2016. године, а од 2018. игра у Шалкеу на позајмици из Јувентуса. 

## Каријера
Фудбалом је почео да се бави у омладинским клубовима ГНК Динамо, НК ЗЕТ-а и Локомотиве Загреб. Прве професионалне утакмице заиграо је за загребачку Локомотиву да би 2014. прешао у Динамо Загреб.
Пјаца је фудбалску каријеру започето у НК ЗЕТ, да би са девет година добио и прихватио позив ГНК Динамо, са којим је освајао бројне турнире. Од 2012. године заиграо је за Локомотиву Загреб, а врло брзо се придружио првом тиму. За први тим заиграо је 24. фебруара 2012. са 16 година. Од тада постао је редовни члан прве поставе, а у сезони 13/14 постигао је седам голова. 
Од 2014. године играо је за ГНК Динамо, где је у 49 утакмица постигао 9 голова. Пјаца је у редове Динама из Загреба стигао у лето 2014. године и већ у првој утакмици дошао до поготка.
За ФК Јувентус потписао је петогодишњи уговор 21. јула 2016. године. Из Јувентуса је отишао на позајмицу у ФК Шалке 04 2018. године.

## Репрезентативна каријера
Пјаца је играо за репрезентацију Хрватске до 17, 18, 19, 20 и 21. године. За сениорску селекцију Хрватске дебитовао је 4. септембра 2014. године на мечу против репрезентације Кипра.
За репрезентацију Хрватске играо је на Европском првенству 2016. године у Француској и на Светском првенству 2018. године у Русији.

## Статистика каријере

### Клупска
До 28. јануара 2024.
| Клуб                   | Сезона   | Лига               | Лига | Лига | Куп | Куп | Европа | Европа | Остало | Остало | Укупно | Укупно |
| Клуб                   | Сезона   | Дивизија           | Ута  | Гол  | Ута | Гол | Ута    | Гол    | Ута    | Гол    | Ута    | Гол    |
| ---------------------- | -------- | ------------------ | ---- | ---- | --- | --- | ------ | ------ | ------ | ------ | ------ | ------ |
| Локомотива Загреб      | 2011/12. | Прва лига Хрватске | 1    | 0    | –   | –   | –      | –      | –      | –      | 1      | 0      |
| Локомотива Загреб      | 2012/13. | Прва лига Хрватске | 17   | 2    | 6   | 2   | –      | –      | –      | –      | 23     | 4      |
| Локомотива Загреб      | 2013/14. | Прва лига Хрватске | 30   | 7    | –   | –   | 2      | 0      | –      | –      | 32     | 7      |
| Локомотива Загреб      | Укупно   | Укупно             | 48   | 9    | 6   | 2   | 2      | 0      | –      | –      | 56     | 11     |
| Динамо Загреб          | 2014/15. | Прва лига Хрватске | 32   | 11   | 7   | 0   | 8      | 3      | 1      | 0      | 48     | 14     |
| Динамо Загреб          | 2015/16. | Прва лига Хрватске | 28   | 8    | 3   | 1   | 12     | 3      | –      | –      | 43     | 12     |
| Динамо Загреб          | 2016/17. | Прва лига Хрватске | 1    | 0    | 0   | 0   | 1      | 2      | –      | –      | 2      | 2      |
| Динамо Загреб          | Укупно   | Укупно             | 61   | 19   | 10  | 1   | 21     | 8      | 1      | 0      | 93     | 28     |
| Јувентус               | 2016/17. | Серија А           | 14   | 0    | 2   | 0   | 4      | 1      | 0      | 0      | 20     | 1      |
| Јувентус               | 2017/18. | Серија А           | 0    | 0    | 0   | 0   | 0      | 0      | 0      | 0      | 0      | 0      |
| Јувентус               | 2019/20. | Серија А           | 0    | 0    | 1   | 0   | 0      | 0      | 0      | 0      | 1      | 0      |
| Јувентус               | Укупно   | Укупно             | 14   | 0    | 3   | 0   | 4      | 1      | 0      | 0      | 21     | 1      |
| Шалке 04 (позајмица)   | 2017/18. | Бундеслига         | 7    | 2    | 2   | 0   | –      | –      | –      | –      | 9      | 2      |
| Фјорентина (позајмица) | 2018/19. | Серија А           | 19   | 1    | 0   | 0   | –      | –      | –      | –      | 19     | 1      |
| Андерлехт (позајмица)  | 2019/20. | Прва лиге Белгије  | 4    | 1    | 0   | 0   | –      | –      | –      | –      | 4      | 1      |
| Ђенова (позајмица)     | 2020/21. | Серија А           | 35   | 3    | 3   | 0   | –      | –      | –      | –      | 38     | 3      |
| Торино (позајмица)     | 2021/22. | Серија А           | 24   | 3    | 2   | 0   | –      | –      | –      | –      | 26     | 3      |
| Емполи (позајмица)     | 2022/23. | Серија А           | 17   | 0    | 0   | 0   | –      | –      | –      | –      | 17     | 0      |
| Ријека                 | 2023/24. | Прва лига Хрватске | 14   | 5    | 0   | 0   | –      | –      | –      | –      | 14     | 5      |
| Укупно                 | Укупно   | Укупно             | 243  | 43   | 26  | 3   | 27     | 9      | 1      | 0      | 297    | 55     |

### Репрезентативна каријера
До 26. јуна 2018
| Хрватска | Хрватска | Хрватска | Хрватска |
| Год      | Ута      | Гол      |          |
| -------- | -------- | -------- | -------- |
| 2014     | 1        | 0        |          |
| 2015     | 5        | 0        |          |
| 2016     | 6        | 1        |          |
| 2017     | 1        | 0        |          |
| 2018     | 11       | 0        |          |
| Укупно   | 2        | 1        |          |

### Голови за репрезентацију
| # | Датум       | Локација                           | Противник  | Гол | Резултат | Такмичење            |
| - | ----------- | ---------------------------------- | ---------- | --- | -------- | -------------------- |
| 1 | 4. јун 2016 | Стадион Рујевица, Ријека, Хрватска | Сан Марино | 1–0 | 10–0     | Пријатељска утакмица |

## Највећи успеси

### Динамо Загреб
- Првенство Хрватске (2) : 2014/15, 2015/16.
- Куп Хрватске (2) : 2014/15, 2015/16.

### Јувентус
- Серија А (2) : 2016/17, 2017/18.
- Куп Италије (1) : 2016/17.

### Репрезентација Хрватске
- Светско првенство : финале 2018.